# 江西会馆 (湘潭市)
湘潭江西会馆，又称万寿宫，位于湖南省湘潭市雨湖区城外湘江十总码头。始建于清朝顺治七年（1650年）。现存石雕牌楼和水阁凉亭（又名夕照亭）。现为湖南省文物保护单位。

## 历史
- 始建于清顺治七年，由江西客商共建
- 发生土客冲突（即嘉慶二十四年湖南省湘潭縣土客仇殺事件）。嘉庆二十四年（1819年）五月初七[1]，来湘潭的江西演员用土话表演时被本地人嘲笑从而引发部分在潭的江西人不满，几日后在江西会馆表演时，又被本地人嘲笑。接着，江西商人在万寿宫内设计诱骗观众。骗入后，关闭大门，杀死数十人，并且在向墙外的倒热粥阻挡外人进入[2]。此次事件，江西会馆成为土客双方攻守中心。署理湘潭知县毛梦兰从中救出受伤和被扣留者19人（一说16人）[2]。后流言四起，其中有说会馆内死者数百人、数千人以及发生“杀人祭祀”、“钉掌于墙”、“油锅煮人”等酷刑。经过湖广总督慶保和湖南巡抚李尧栋调查，均为湘潭当地官员和讼棍所编造的谣言[3]。
- 文革期间，整体建筑被毁[4]
- 1990年前被公布为湘潭市级实际文物保护单位[5]
- 2011年被公布为湖南省级文物保护单位[5]